# Jabiru condorensis
O Jabiru condorensis, também referido como tuiuiú-gigante é uma espécie extinta do gênero Jabiru que viveu onde hoje é a Venezuela durante o Plioceno e pode ter sido semelhante ao moderno Jaburu.

## Taxonomia
O Jabiru condorensis é conhecido a partir de dois espécimes coletados na formação Condore do plioceno, especificamente do membro E1 Jebe. O holótipo, AMU CURS 130-5, é um tibiotarso sem a sua extremidade proximal. O segundo holótipo, parátipo (AMU CURS 130–5), um tarsometatarso também não possui sua extremidade proximal, sendo encontrado em associação com o espécime holótipo. Devido a proximidade dos dois exemplares, se acredita que pertençam ao mesmo indivíduo. Foi nomeado por Stig Walsh e Rodolfo Sánchez em 2008. Ao examinarem o material, inicialmente cogitaram pertencer a uma ave do terror. Embora material fóssil do gênero Jabiru já tenha sido achado, os referidos restos, ou foram mencionados sem fonte ou, posteriormente, tidos como pertencentes à Ciconia maltha.

## Descrição
Relativamente similar em morfologia ao contemporâneo jaburu, esta espécie difere de seu parente pelo sulco extensor mais estreito e curto. Ele também possui uma ponte supratendínea que se projeta em um ângulo mais raso e um sulco adicional na superfície caudal do tibiotarso. O tarsometatarso também difere do Jabiru moderno, tendo um sulco plantar mais profundo e uma crista menos desenvolvida ao longo da fossa supratrochlearis plantaris.
O tuiuiú gigante possui um aspecto estranho, com similaridades compartilhadas com o tântalo-branco e com o jaburu moderno, junto das espécies do gênero Ephippiornhynchus. A incisura intercondilar é profunda e perfeitamente redonda, o que identifica o osso como pertencente a uma cegonha. Ambas as saliências do tibiotarso que margeiam esta incisura são iguais em tamanho, com contorno oval, superfície achatada e incisura proeminente. No fóssil, a superfície caudal distal é achatada a tal ponto que a transição para a superfície lateral e medial do osso é proeminentemente angulada. Esta característica é compartilhada por apenas duas outras cegonhas conhecidas, a moderna Jabiru e a cegonha-de-pescoço-preto . Há também uma depressão adicional nesta superfície, que é pouco provável que seja causada pela tafonomia dada a sua presença na parte menos comprimida do fóssil, e não encontrada no seu parente moderno.
Baseado em fósseis conhecidos, o tuiuiú-gigante era similar ao jaburu em tamanho, com quase 176 centimetros de altura, e uma envergadura de 2,30-2,80 metros, com potencial de atingir 3,6 metros de envergadura. Com peso de 9,5 kg.

## Paleobiologia

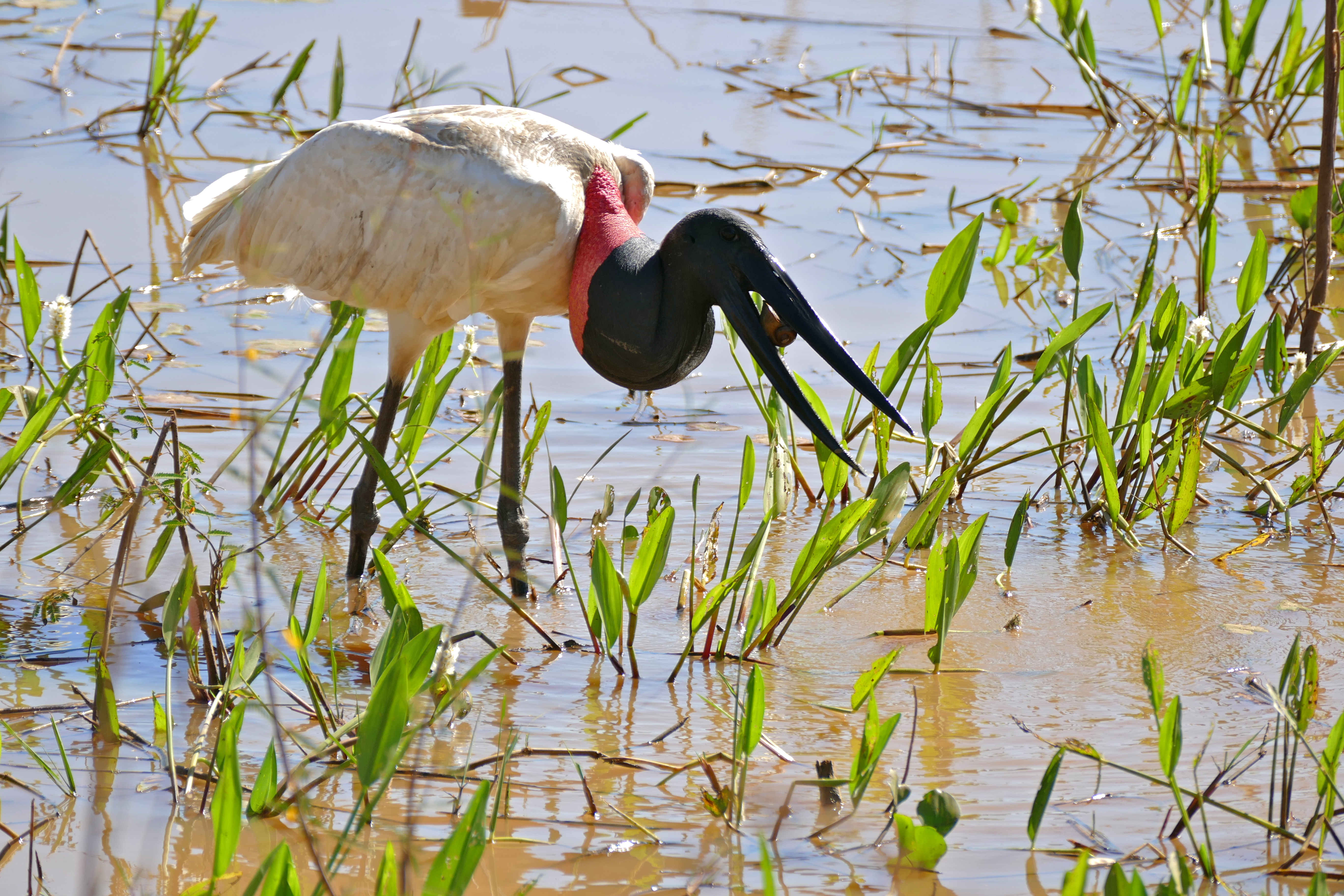
O jaburu contemporâneo (Jabiru mycteria) se alimenta de diversos animais.

O tuiuiú-gigante é acreditado similar ao seu parente moderno em comportamento, potencialmente alimentando-se de peixes, anfíbios, pequenos mamíferos e pequenos répteis. Durante o Plioceno, a região era uma planície de inundação com rios sinuosos e lentos no oeste e um rio maior na porção central da região. O que fortalece a ideia de seu estilo de vida muito semelhante ao jaburu atual.